# Provincia di Boujdour
La provincia di Boujdour è una delle province del Marocco, parte della Regione di Laâyoune-Sakia El Hamra.

## Geografia antropica

### Suddivisioni amministrative
La provincia di Boujdour conta 1 municipalità e 3 comuni:

#### Municipalità
- Boujdour

#### Comuni
- Guelta Zemmur
- Jraifia
- Lamssid